# Der Sumpf (1916)
Der Sumpf ist ein deutsches Stummfilm-Melodram aus dem Jahre 1916 von Max Mack mit Maria Orska und Paul Otto in den Hauptrollen. 

## Handlung
Ein Kaschemmen-Mädchen aus der Gosse, dem titelgebenden Sumpf, wird von finsteren Hintermännern dazu genötigt, bei einem Ingenieur wichtige und wertvolle Konstruktionspläne von dessen neuester Erfindung zu stehlen. Um sich dem Erfinder auf gesellschaftlichem Parkett nähern zu können, gibt sie sich als feine Baronesse aus. Ehe es zum Diebstahl kommen kann, nähern sich Täterin und Opfer emotional einander an. Man verliebt sich, und der Diebstahl unterbleibt. Dies aber sind die Auftraggeber des Dokumentenraubes nicht gewillt, ohne weiteres hinzunehmen und ergreifen Gegenmaßnahmen. 
Man droht der jungen „Baronesse“, dem Ingenieur ihre wahre Herkunft zu verraten, sollte sie nicht ihren Auftrag erledigen. Damit wäre sie gesellschaftlich bloßgestellt. Das Mädchen bleibt dennoch standhaft, sodass die Hintermänner nunmehr selbst lange Finger machen und den Diebstahl der sich verweigernden Frau in die Schuhe schieben. Der Ingenieur fällt auf diese Finte herein und stößt daraufhin seine neue Liebe von sich. Das Kaschemmenmädel kehrt daraufhin tief getroffen in den gesellschaftlichen Sumpf, dem sie glaubte, entkommen zu können. Dann aber erfährt der Ingenieur die wahren Zusammenhänge, leistet bei seiner großen Liebe Abbitte, und beide heiraten.

## Produktionsnotizen
Der Sumpf entstand wohl im Frühjahr 1916 im Greenbaum-Film-Atelier in Berlin-Weißensee und wurde am 30. Juni desselben Jahres uraufgeführt. Der mutmaßlich gut einstündige Dreiakter lief in Österreich am 1. Dezember 1916 an.

## Kritik
Die Grazer Mittags-Zeitung schrieb: „Die dramatische Handlung dieses … Films greift in die Tiefen der Menschheit und befaßt sich mit dem Schicksale einer kleinen Sumpfblume, die durch eine liebende Hand dem Schmutze und der Niedrigkeit ihrer Umgebung entrissen … wird.“